# Mathilda Malling

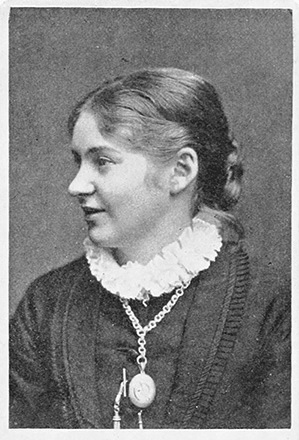
Mathilda Malling (1890)

Ingrid Mathilda Malling (* 2. Januar 1864 in Melby, Region Sjælland; † 21. März 1942 in Kopenhagen) war eine schwedische Schriftstellerin, bekannt auch durch ihr Pseudonym Stella Kleve.

## Leben
Malling war eine Tochter des Gutsbesitzers Frans Oskar Kruse (1827–1901) und dessen Ehefrau Anna Maria Borgstrøm (1841–1915). Sie kam auf dem Gutshof ihrer Eltern bei Melby zur Welt und wurde dort, wie ihre fünf Geschwister, von Gouvernanten erzogen. Später wechselte sie an eine Höhere Töchterschule nach Stockholm und konnte 1883 erfolgreich abschließen.
Anschließend kehrte sie auf den Gutshof zurück und unterstützte ihre Eltern bei der Arbeit. Mit 26 Jahren heiratete Malling 1890 den Lebensmittelhändler Peter Malling (1864–1913), den ihre Eltern regelmäßig belieferten. Aus dieser Ehe entstanden zwei Töchter.
1885 konnte sie mit ihrem ersten Roman Berta Funcke erfolgreich reüssieren. Für diesen und ihren zweiten Roman Alice Brandt, der 1888 veröffentlicht wurde, benutzte sie das Pseudonym Stella Kleve. Beide Bücher wurden äußerst kontrovers diskutiert und bekannte Literaturkritiker lehnten die Werke vollständig ab. Zu ihren wenigen Unterstützern zählten das Schriftstellerehepaar Laura Marholm und Ola Hansson sowie die Reformpädagogin Ellen Key.
Malling setzte diese Aufregung so sehr zu, dass sie sich weigerte weitere Werke zu veröffentlichen. Erst zehn Jahre später veröffentlichte sie wieder, aber nun unter ihrem eigenen Namen.

## Trivia
Der Psychologe Granville Stanley Hall zitierte in seinen Forschungen über Kinder und Jugendliche immer wieder aus Berta Funcke und Alice Brandt und verglich die Autorin mit Marie Bashkirtseff, Mary MacLane und Hilma Angered Strandberg.

## Werke (Auswahl)

### Unter Stella Kleve
- Berta Funcke. Vinga Press, Göteborg 1995, ISBN 91-7764-029-2 (Nachdruck d. Ausg. Stockholm 1885)
- Alice Brandt. En kvinnoprofil. Helsingborg 1888.

### Mathilda Malling
Romane
- En roman om første konsulen.
  - Deutsch: Ein Roman vom Ersten Konsul. Hendel, Halle 1913 (übersetzt von E. Walde)
- Guvernørens frue. Kopenhagen 1895.
  - Deutsch: Die Frau Gouverneurin von Paris. Berlin 1907.
- Munkeboda. Kopenhagen 1897.
  - Deutsch: Der alte Herrenhof. Engelhorn, Stuttgart 1898 (als Mathilde Malling; übersetzt von Pauline Klaiber-Gottschau)
- Doña Ysabel. Kopenhagen 1898.
  - Deutsch: Donna Isabel. S. Fischer, Berlin 1902 (übersetzt von Pauline Klaiber-Gottschau)
- Marie Stuart. Kopenhagen 1907.
- Nina's bryllupsrejse. Kopenhagen 1908.

Theaterstücke
- Lady Leonora. Kopenhagen 1897.